# Pouczyn
Pouczyn (biał. Поўчын; ros. Повчин, Powczin) – wieś na Białorusi, w obwodzie homelskim, w rejonie żytkowickim, w sielsowiecie Wiereśnica.

## Warunki naturalne
Pouczyn położony jest nad doliną Prypeci, nad jeziorem Pouczyn (pol. Połczeno). Leży w obrębie Rezerwatu Krajobrazowego Środkowa Prypeć.

## Historia
Miejscowość powstała w czasach sowieckich. Od 1991 położona w niepodległej Białorusi.